# John Wheeler
Pour les articles homonymes, voir Wheeler.
John Archibald Wheeler, né le 9 juillet 1911 à Jacksonville en Floride et mort le 13 avril 2008 à Hightstown au New Jersey, d'une pneumonie, est un physicien théoricien américain. Spécialiste de la relativité générale, il a sensiblement influencé les recherches sur les trous noirs.

## Biographie

### Carrière
John Wheeler travailla en physique théorique, notamment dans le domaine de la fission nucléaire. Il fut, avec Niels Bohr, l'un des précurseurs de cette discipline en 1939 et reçut à ce titre la Médaille Franklin en 1969. Il dirigea l'une des équipes qui mit au point la première bombe américaine à hydrogène. Il participa également au comité JASON qui conseilla le gouvernement lors de la guerre du Viêt Nam.
Wheeler a été l'un des derniers collaborateurs d'Einstein, et il entreprit d'achever son projet de théorie unifiée. La géométrodynamique fut élaborée dans ce but, explorant la piste selon laquelle tous les phénomènes physiques, tels que la gravitation ou l'électromagnétisme, pourraient se réduire aux propriétés géométriques d'espace-temps courbé. Sa théorie n'ayant pas permis d'expliquer, entre autres, l'existence des fermions ou des singularités de la gravitation, Wheeler finit par l'abandonner dans les années 1970.
On doit à Wheeler l'équation de Harrison-Wheeler qui décrit la matière nucléaire à haute densité (à l'intérieur des étoiles à neutrons par exemple). Il inventa, forgea et popularisa littéralement le terme « trou noir » pour désigner ce que l'on nommait jusque-là « astres occlus » ou « singularité ». L'expression « un trou noir n'a pas de cheveux », rappelle qu'un trou noir est caractérisé de manière unique et totale par sa masse, son moment cinétique et sa charge électrique, quelle qu'ait été la matière lui ayant donné naissance. Il soutint que l'état final d'une étoile en implosion gravitationnelle est la clé de la compréhension du mariage entre la relativité générale et la mécanique quantique. Il anticipa de ce fait la découverte de l'évaporation des trous noirs réalisée par Stephen Hawking.
Wheeler fut aussi un pionnier dans le domaine de la gravitation quantique en raison du développement, avec Bryce DeWitt, de l'équation de Wheeler-DeWitt en 1967. Stephen Hawking a décrit plus tard le travail de Wheeler et de DeWitt comme l'équation régissant la « fonction d'onde de l'univers ».
Nommé professeur à Princeton dans les années 1930, il y enseignera jusqu'en 1978 à l'exception de la période 1941-1945 où il participe au projet Manhattan de mise au point de la bombe atomique. Wheeler eut notamment comme élève Richard Feynman, dont il dirigea la thèse, et Kip Thorne. Avec ce dernier et Charles Misner, il est le coauteur d'une référence pour les relativistes, le fameux ouvrage Gravitation, plus souvent cité sous le nom MTW — les initiales de ses auteurs. Il dirigea également la thèse d'Everett, qui formula l'interprétation de la mécanique quantique connue sous le nom d'« univers multiples ».
Pour son 90e anniversaire, en 2001, Max Tegmark lui dédia dans Scientific American un article passant en revue quatre types d'univers multiples envisageables.
John Wheeler résume ainsi son parcours intellectuel en physique :
« Je crois que ma vie en physique se divise en trois périodes (...) J'ai d'abord cru que tout était fait de particules (...). Dans ma seconde période que tout était fait de champs (...) Dans cette troisième, mon impression est que tout est fait d'information ».

## Honneur
L'astéroïde (31555) Wheeler est nommé en son honneur.